# Kaledonidy

Kaledonidy we wczesnym dewonie.

Kaledonidy – łańcuchy górskie, wypiętrzone 0,4 mld lat temu, w okresie dewonu, w wyniku trwających 60 milionów lat ruchów górotwórczych, zwanych orogenezą kaledońską. Szczyty górskie, które wówczas powstały, wznosiły się we wnętrzu superkontynentu Laurosji i prawdopodobnie sięgały 8 tys. m n.p.m.

## Kaledonidy dzisiaj
Ślady tych wypiętrzeń zachowały się m.in. jako europejskie Góry Kaledońskie, Grampiany, Góry Skandynawskie oraz góry wysp Spitsbergenu, azjatyckie Ałtaj, Sajan Wschodni i Góry Jabłonowe, australijskie Góry Flindersa, Alpy Australijskie i płaskowyż Atherton w stanie Queensland oraz na terytorium dzisiejszego amerykańskiego stanu Pensylwania w północno-wschodnich Appalachach. W Polsce pozostałości struktur kaledońskich znane są m.in. z Gór Świętokrzyskich oraz Sudetów (Góry Kaczawskie, Pogórze Kaczawskie, Góry Bardzkie).
Nazwa wywodzi się z łac. nazwy Szkocji – Caledonia – której góry również wchodziły w skład Kaledonidów.
Większość Kaledonidów uległa przez 400 milionów lat zniszczeniu w wyniku procesów denudacji, tworząc podłoże platform paleozoicznych bądź ulegając dalszym przekształceniom w czasie ruchów górotwórczych, które nastąpiły w następnych epokach (tak jak np. Góry Świętokrzyskie, przebudowane w czasie orogenezy hercyńskiej).